# Joan Miquel i Avellí
Joan Miquel i Avellí, més conegut com a Joanet Mario, (Palafrugell, 1875 – 1934) fou un important industrial surer del primer terç del segle xx, fundador de Can Mario, la més gran empresa surera catalana de la història. Membre de la Lliga Regionalista, entre 1930 i 1931 fou alcalde de Palafrugell.
Hereu de Mario Miquel i Deulofeu, encarregat de la fàbrica surera Bender, va aprendre l'ofici de taper. Va fer diversos viatges i estades a Alemanya, va aprendre l'idioma i s'introduí en aquell mercat. Amb socis alemanys va fundar les societats Miquel Vincke (1900), Miquel, Vincke i Meyer (1901), Miquel i Vincke (1910, a la mort del senyor Meyer) i Manufacturas del Corcho S.A. (1916). Finalment es fusionà amb Armstrong Cork Company i creà Manufacturas del Corcho Armstrong S.A. (1930). La gent de Palafrugell sempre s'hi ha referit amb el nom popular de Can Mario.
Va patrocinar una diverses entitats de Palafrugell, com l'orquestra, el club de futbol, l'ateneu i la biblioteca. Va ser un dels impulsors del Banc de Palafrugell, presidit per prohoms de la indústria del suro, i amb Joan Linares va promoure la publicació Baix Empordà. També va ser mecenes de Juli Garreta i Josep Pla, qui li dedicaria un dels seus «homenots».
El 2014 fou nomenat fill predilecte de Palafrugell arran d'una iniciativa ciutadana impulsada per l'Associació Cultural El Pou d'en Bonet, que va aconseguir el suport de 400 persones. Gràcies a aquest reconeixement la plaça de Can Mario, de Palafrugell, va canviar de nom a plaça de Can Mario - Joan Miquel i Avellí.